# The Firemen
The Firemen é um jogo eletrônico do console Super Nintendo, lançado em 1994.

## O Jogo
Em The Firemen, você joga no papel de um bombeiro que é chamado para um prédio em chamas em pleno dia de natal, e tem a missão de resgatar as pessoas e ajudar a extinguir o incêndio com o extintor e usando da ajuda de seu parceiro (cpu) com um machado, dentro de um tempo estabelecido em cada fase.
O jogo é linear, ou seja, não é dividido em fases. A estória vai avançando e você vai recebendo missões via rádio, para tentar acabar com o incêndio.
Apesar de não ser dividido em fases, The Firemen possui algumas espécies de "bosses", sendo desde Chamas enormes descontroladas, robôs em chamas rodopiando pelo cenário e coisas do tipo.
Os gráficos são bem feitos e bonitos, e o mapa do prédio é bem grande e diversificado.
A trilha sonora é um ponto forte, pois ajuda a relevar o clima de tensão / ação do jogo, que varia de fase em fase, a medida que se avança no jogo. As músicas não são enjoativas e combinam bem com as situações.

## História
Quando se inicia um novo jogo, passa uma tela com dizeres que relatam a situação na qual você está envolvido. Abaixo segue este texto traduzido:
"Estamos no ano de 2010, é inverno em Nova Iorque. A civilização pouco progrediu nos últimos 20 anos.
São 6 horas da tarde. A festa anual de Natal do edifício da companhia química Metrotech estava a caminho.
Uma pequena fagulha iniciou-se em uma cozinha que havia sido abandonada. As chamas, alimentadas por produtos químicos, espalharam-se rapidamente pelo edifício.
O Setor D da brigada de incêndio recebeu um alerta e enviou suas unidades para o local.
Pete e Daniel são excelentes bombeiros e por duas vezes já receberam elogios pela bravura. Pete é o capitão de uma unidade composta ao todo por 5 pessoas. Daniel, seu parceiro, é o segundo no comando. Max, Walter e Winona são os demais membros da unidade.
A unidade de Pete foi a primeira a entrar em cena, eles entraram em contato com os engenheiros da Metrotech a fim de descobrir os principais riscos na operação. Aparentemente, há uma grande concentração do produto químico chamado MDL na base do edifício. Se esse produto for exposto a uma temperatura muito alta, ele causará uma grande explosão.
A unidade se divide e tentará levar toda a concentração de MDL até o telhado, onde a explosão atingirá um tanque de água no qual espera-se que o mesmo acabe com todo o incêndio.
Pete e Daniel estão entrando no edifício pela entrada leste..."

## Sequência
Mesmo com o jogo sendo relativamente desconhecido, ele recebeu uma continuação para o Playstation (PSX) em 1995 apenas no Japão, que recebeu o nome de "The Firemen 2: Pete & Danny" (ザ・ファイヤーメン2 ピート & ダニー?)[2].